# Ulytschne
Ulytschne (ukrainisch Уличне; russisch Уличное Ulitschnoje, polnisch Uliczno oder Ułyczno) ist ein Dorf in der westukrainischen Oblast Lwiw mit etwa 3500 Einwohnern.

## Geschichte
Der Ort wurde im Jahre 1443 erstmals urkundlich erwähnt. Er gehörte zunächst zur Adelsrepublik Polen-Litauen, Woiwodschaft Ruthenien.
Bei der Ersten Teilung Polens kam das Dorf 1772 zum neuen Königreich Galizien und Lodomerien des habsburgischen Kaiserreichs (ab 1804).

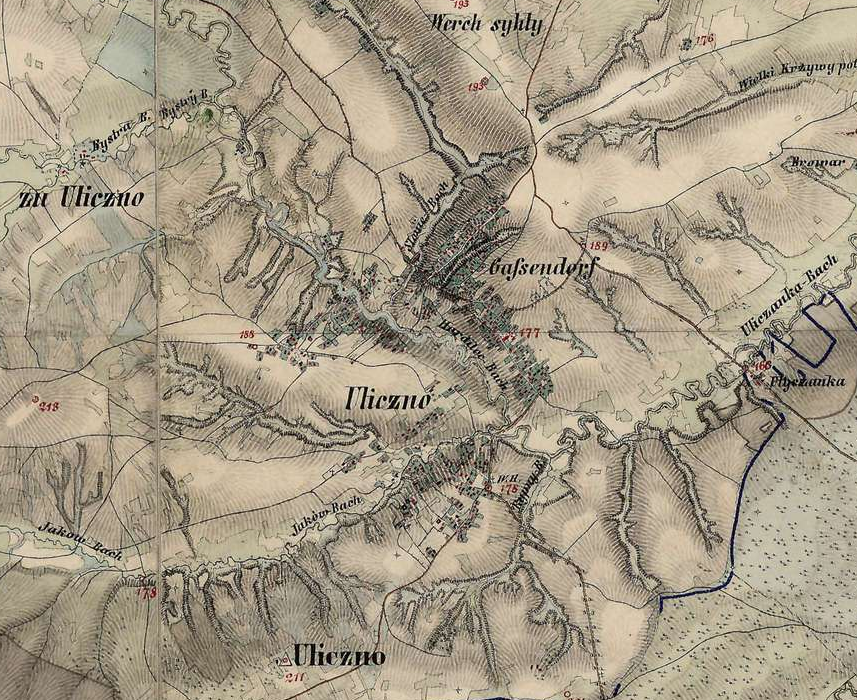
Uliczno und Gassendorf auf der Franziszeischen Landesaufnahme um die Mitte des 19. Jahrhunderts

Im Jahre 1900 hatte die Gemeinde Ułyczno 559 Häuser mit 2929 Einwohnern, davon 2719 ruthenischsprachig, 193 deutschsprachig, 17 polnischsprachig, 2705 griechisch-katholisch, 31 römisch-katholisch, 68 Juden, 125 anderen Glaubens.
Nach dem Ende des Polnisch-Ukrainischen Kriegs 1919 kam Ułyczno zu Polen. Im Jahre 1921 hatte die Gemeinde Uliczno 577 Häuser mit 2939 Einwohnern, davon 2472 Ruthenen, 439 Polen, 18 Deutsche, 10 Juden (Nationalität), 2796 griechisch-katholisch, 84 evangelisch, 50 Juden (Religion), 9 römisch-katholisch.
Im Zweiten Weltkrieg gehörte es zuerst zur Sowjetunion und ab 1941 zum Generalgouvernement, ab 1945 wieder zur Sowjetunion, heute zur Ukraine.
Am 12. Juni 2020 wurde das Dorf ein Teil der neu gegründeten Stadtgemeinde Truskawez (Трускавецька міська громада/Truskawezka miska hromada), bis dahin war es eine eigenständige Landratsgemeinde.

### Gassendorf
Im Jahre 1784 wurden im Zuge der Josephinischen Kolonisation auf dem nördlichen Grund des Dorfes Ułyczno deutsche Kolonisten lutherischer Konfession angesiedelt. Die Kolonie wurde Gassendorf genannt und wurde eine unabhängige Gemeinde.
Die Protestanten errichten ein Bethaus, das der Pfarrgemeinde Brigidau gehörte.
Im Jahre 1900 hatte die Gemeinde Gassendorf 46 Häuser mit 257 Einwohnern, davon 247 deutschsprachig, 10 ruthenischsprachig, 10 griechisch-katholisch, 7 Juden, 240 anderen Glaubens.
Im Jahre 1921 hatte die Gemeinde Gassendorf 38 Häuser mit 191 Einwohnern, davon 174 Deutsche, 11 Ruthenen, 6 Juden (Nationalität), 174 evangelisch, 11 griechisch-katholisch, 6 Juden (Religion).
Gassendorf (Гассендорф) ist heute ein Weiler von Ulytschne.